# Gregor Ata

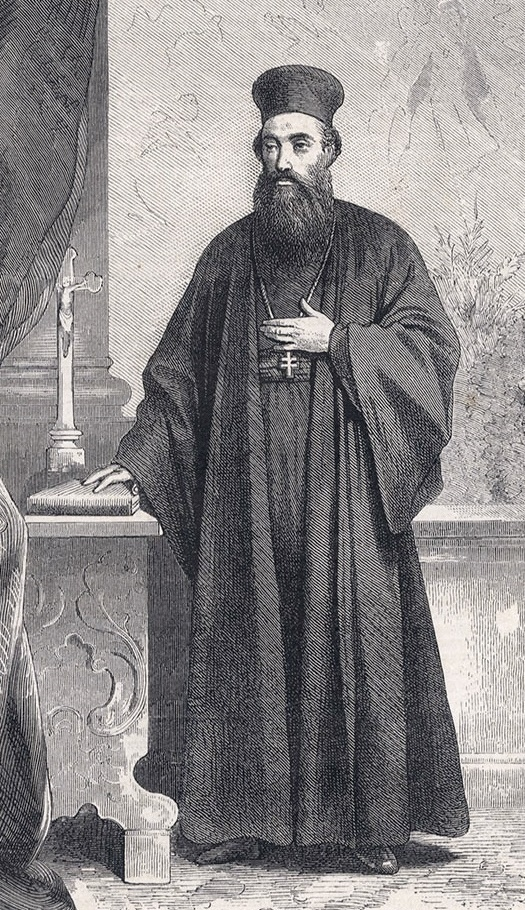
Erzbischof Gregor Ata

Gregor Ata (arabisch غريغوريوس عطا; auch Gregorios, Gregorius, Gregoire, Gregorio oder Gregory Ata; Taufname Michael Ata; * 14. April 1815 in Zahlé, Libanon; † 3. Dezember 1899 in Damaskus) war ein Erzbischof der Melkitisch Griechisch-katholischen Kirche von Homs in Syrien, Kirchenhistoriker und Sammler antiker Handschriften. Er besuchte Europa 1860–61 und warb u. a. in Bayern (Diözesen Augsburg, Würzburg und Speyer) um Almosen für die morgenländischen Christen. Ata nahm 1870 als Konzilsvater am I. Vatikanischen Konzil teil.

## Leben

### Frühes Wirken
Der Prälat wurde unter dem Namen Michael Ata als Sohn melkitisch-katholischer Eltern in Zahlé, Libanon, geboren. Es ist die drittgrößte Metropole des Libanon, eine christliche Hochburg und im Nahen Osten als „Stadt des Weines und der Dichter“ berühmt.

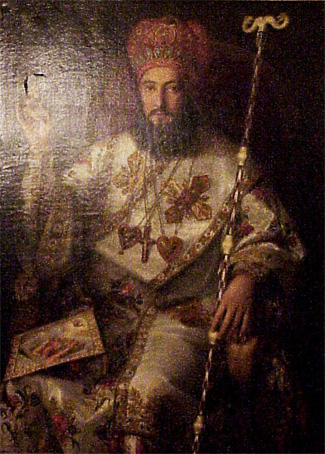
Patriarch Maximos III. Mazloum. Zu seiner Patriarchalkurie gehörte Gregor Ata als Ökonom; von ihm erhielt auch er die Priester- und Bischofsweihe.

Ata strebte den geistlichen Beruf an, erhielt die Priesterweihe und avancierte 1848 zum Oikonomus des Patriarchats von Antiochien in Damaskus.
Als Patriarch amtierte zu dieser Zeit Maximos III. Mazloum (1833–1855) ein gelehrter, welterfahrener Mann, der fast 20 Jahre im europäischen Exil verbracht hatte und unter dem die melkitische Kirche stark prosperierte. Michael Ata wurde 1837 von ihm zum Priester geweiht und gehörte als Ökonom des Patriarchats zu dessen Kurie bzw. zu seinem persönlichen Umfeld.

### Erzbischof
Schon am 20. Februar 1849 empfing Ata aus der Hand des Patriarchen die Bischofsweihe und wurde zum Erzbischof der neugegründeten melkitischen Diözese „Homs, Hama und Yabrud“ bestimmt. Mit der Bischofsweihe nahm er den Vornamen „Gregor“ an. Neben seinen pastoralen Obliegenheiten sammelte der Erzbischof antike Handschriften und erforschte als Kirchenhistoriker die Geschichte der Christen im Orient, besonders der melkitischen Katholiken.

### Reise nach Europa
Als in seiner Heimat 1860 antichristliche Unruhen wüteten, bei denen ca. 30.000 Gläubige getötet und viele Kirchen und Klöster geplündert bzw. niedergebrannt wurden, war seine Diözese eine der am Stärksten betroffenen. Unter den Ermordeten befand sich neben drei Bischöfen und über 30 Priestern auch der später seliggesprochene Franziskaner Engelbert Kolland. Durch die herausragende Mithilfe des Araberführers Abd el-Kader konnten viele Christen gerettet und die Ruhe wieder hergestellt werden. Die vormals blühenden Christengemeinden waren jedoch völlig verwüstet. Ata befand sich beim Ausbruch der Unruhen, am 9. Juli 1860 in Damaskus und entging nur mit knapper Not dem Tod. Unter dem Schutz von Abd el-Kader gelangte er mit anderen Christen nach Beirut. Da eine sofortige Rückkehr nach Syrien unmöglich war, entschlossen sich der Erzbischof und andere orientalische Geistliche zu einer damals noch ungewöhnlichen Aktion. Sie fuhren ins ferne Europa, um dort dringend benötigte Gelder für den Wiederaufbau des christlichen Lebens in ihrer Heimat zu sammeln. Ende 1860 hielt sich Gregor Ata in Wien auf und 1861 besuchte er in der gleichen Intention das Königreich Bayern. Von König Maximilian II. wurden ihm dazu die Bistümer Augsburg, Würzburg und Speyer zugewiesen.
Der Wiener Professor Friedrich Müller berichtet 1898 in den „Melanges“ für Charlez de Harlez, Lütticher Domherr und Orientalistikprofessor an der katholischen Universität Löwen, über sein früheres Zusammentreffen mit Erzbischof Ata:

„Als im Jahre 1859/60 nach dem Blutbade in Damaskus der Metropolit Gregorius Ata im hiesigen Dominikaner-Kloster längere Zeit wohnte, wurde ich mit ihm durch Vermittlung eines höheren Geistlichen bekannt. Der Hochwürdige Herr, der außer dem Arabischen keine Sprache verstand, ersuchte mich, ihm bei der Anlegung eines kurzen arabisch-deutschen Vocabulars behülflich zu sein.“

Gregor Ata beherrschte also nicht die Lateinische Sprache, was für einen katholischen Geistlichen höchst ungewöhnlich war.

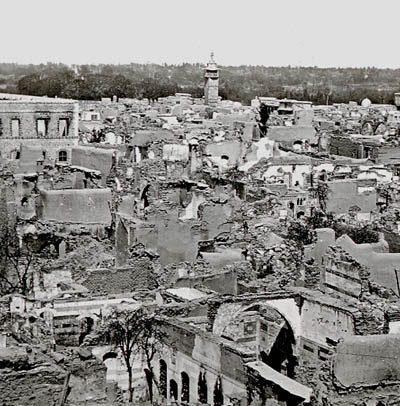
Das verwüstete Christenviertel in Damaskus nach dem Massaker von 1860. Um diese Schäden zu beheben, sammelte Erzbischof Ata Almosen in Bayern.

Im Bistum Speyer erließ Generalvikar Johann Martin Foliot am 15. Februar 1861 unter der laufenden Nr. 349 ein Rundschreiben an alle Pfarrämter. In ihm wird die damals traurige Situation der Christen im mittleren Osten nochmals geschildert und es heißt weiter:

„…benachrichtigen wir die sämtlichen Herren Pfarrer und Pfarrverweser unserer Diöcese, daß der griechisch-unierte Erzbischof von Homs und Hamah in Syrien, Gregorius Ata, in den nächsten Tagen in Speyer eintreffen und von hier aus eine Reihe von Gemeinden unserer Diözese besuchen wird, um milde Gaben für die verfolgten Christen zu sammeln. In unserem bayerischen Vaterlande sind nun mehrere Priester und Bischöfe Syriens eingetroffen und haben von des Königs Majestät die Bewilligung erhalten, in den verschiedenen Landesteilen persönlich um Unterstützung anzusprechen. Dem hochwürdigen Erzbischof Gregorius Ata, in dessen Sprengel vorzugsweise das Schwert und Feuer der Verfolgung wüthete, sind die Kirchensprengel Augsburg, Würzburg und Speyer angewiesen worden.“

Die Geistlichen des Bistums werden in dem Schreiben ferner aufgefordert, dem orientalischen Prälaten „mit Rath und That zur Hand“ zu gehen sowie „in der zuvorkommendsten und wohlwollendsten Weise“ entgegenzukommen. Als Besuchsorte Atas im Bistum Speyer sind 18 Stationen aufgeführt, nämlich: Speyer, Schifferstadt, Frankenthal, Forst, Deidesheim, Neustadt, Kaiserslautern, Landstuhl, St. Ingbert, Blieskastel, Zweibrücken, Maikammer, Edesheim, Landau, Herxheim, Rheinzabern, Rülzheim und Germersheim.
Ab 15. Januar 1861 wohnte Erzbischof Ata im Stift St. Stephan, Augsburg:

„Unsere Stadt beherbergt seit gestern einen seltenen Gast. Gregorius Ata, Erzbischof der griechisch-unirten Kirche von Homes und Hamah in Syrien, kam hier an, um mit Allerhöchster königlicher Genehmigung in der Stadt Augsburg, sowie in der ganzen Diöcese, für die unglücklichen Christen Syriens zu sammeln. Unser Bischof Pancratius, sowie Se. Exc. Hr. Regierungspräsident Frhr. v. Lerchenfeld, kamen durch gnädigste Bewilligung diesem edlen Vorhaben bereitwilligst entgegen. Erzbischof Gregor, welcher im Benedictinerstifte St. Stephan wohnt, hofft sich nicht vergeblich an die Mildthätigkeit sämmtlicher Bewohner Augsburgs zu wenden, den unglücklichen christlichen Mitbrüdern Syriens, die halbnackt, hungernd und obdachlos einem grenzenlosen Elende preisgegeben, durch ein Almosen, das Gott tausendfach vergelten wird, zu Hülfe zu kommen.“

Am 25. Mai 1861 feierte er in  St. Burkard zu Würzburg einen Gottesdienst in seiner Byzantinischen Liturgie und kam am 16. Juni, über Mainz, bei Bischof Nikolaus von Weis in Speyer an, wo er am nächsten Tag, im Dom, ebenfalls eine byzantinische Messe zelebrierte.
Der Speyerer Diözesanschematismus von 1864 berichtete auf den Seiten 182/183 rückblickend über den Besuch des syrischen Kirchenfürsten:

„Nicht geringe Theilnahme fanden im Jahre 1861 die Christen in Syrien, welche durch ihre Feinde hart bedrängt und ausgeraubt, zur Bestreitung ihrer kirchlichen Bedürfnisse die Mildtätigkeit ihrer Glaubensbrüder in Anspruch nehmen mußten. Der Hochwürdigste Herr Erzbischof Ata von Damascus, Hochwelcher zu diesem Zwecke persönlich, wie in ganz Bayern, so auch im Bisthum Speyer eine Collecte für seine unglücklichen Bisthumsangehörigen erhob, wurde bei freundlichster Aufnahme in den von ihm besuchten bedeutenderen Orten des Bisthums mit reichlichen Liebesgaben erfreut und nahm außerdem von unmittelbar an die Bischöfliche Behörde eingelieferten Spenden noch die Summe von 1311 Gulden in Empfang.“

Gregor Ata konnte offenbar mit einer sehr hohen Spendensumme in die Heimat zurückkehren und das gesamte Unternehmen bewies nicht zuletzt auch die wirtschaftliche Tüchtigkeit des ehemaligen Ökonomen seiner Kirchenprovinz.
In der Abhandlung „Die Rechtsverhältnisse der verschiedenen Riten innerhalb der Katholischen Kirche“ (Archiv für Katholisches Kirchenrecht, Band 7, Seite 339, Mainz 1864), konstatiert Professor Josef Hergenröther aus Würzburg, der spätere Kardinal, dass er mit Erzbischof Ata anlässlich dessen Aufenthalts in Bayern eine Unterredung führte, der er „manche interessante Notizen“ verdanke.
Von Gregor Atas Visite im Bistum Augsburg ist zudem festgehalten, dass er dem dortigen Historischen Verein eine alte türkische Silbermünze schenkte.

### Späte Jahre
1870 nahm Erzbischof Gregor Ata als Konzilsvater am I. Vatikanischen Konzil teil, wobei er zu der Minderheit gehörte, die gegen das Unfehlbarkeitsdogma votierte.
Gregor Ata regierte sein Erzbistum 50 Jahre lang, bis zu seinem Tod, 1899, sein Nachfolger wurde Erzbischof Flaviano Khoury. Ata residierte in den letzten Jahren in Yabrud und starb in Damaskus. 1886 fungierte der Priester Sylwanos Mansour (1854–1929) als sein Sekretär; später wanderte er nach Australien aus, wo er als melkitischer Hauptseelsorger landesweite Bekanntheit erlangte.

### Nachruhm
Gregor Ata galt als profunder Kenner der orientalischen Kirchengeschichte und verfasste auch mehrere Werke darüber. In der Geschichte der christlichen arabischen Literatur von Georg Graf, 1953, heißt es, dass Erzbischof Ata eine Anzahl Schriften hinterließ, von denen aber später nur Teile publiziert wurden. Er sei ein „großer Bücherfreund“ gewesen „und sammelte viele Handschriften, von denen die größere Zahl nach seinem Tode zerstreut wurde“; ein Teil der Sammlung Atas befinde sich noch in Yabroud. Diese und Atas Schriften nutzte der Archimandrit und Kirchenhistoriker Yusuf Nasrallah (1911–1993) im Jahre 1937 als Quellenmaterial für seine Abhandlung „Manuscrits melkites des Yabroud“.